# Pelabuhan Ratu
Pelabuhan Ratu oder Pelabuhanratu ist ein Fischerort und Distrikt (Kecamatan) in der Provinz Jawa Barat (Westjava) in Indonesien mit circa 115.000 Einwohnern. Er liegt an der Südküste von Java am Indischen Ozean und gehört zum Regierungsbezirk Sukabumi, dessen Regierungssitz Pelabuhanratu ist.
Pelabuhan Ratu („Hafen der Königin“) verdankt seinen Namen der javanischen Mythologie, wonach die göttliche Königin Nyai Loro Kidul im Ozean in der Bucht vor diesem und vor einigen anderen Orten der javanischen Südküste leben soll. Ihr werden magische Kräfte zugesprochen.
Neben der Fischerei ist Tourismus ein wichtiger Wirtschaftszweig. Entlang der Strände, die sich um die weit geschwungene Bucht von Pelabuhan Ratu erstrecken, gibt es diverse Hotels und Resorts.